# Poul Schiang
Poul Christian Schiang (ur. 23 maja 1904 w Kopenhadze, zm. 24 maja 1981 w Sztokholmie) – duński lekkoatleta, sprinter.
Podczas igrzysk olimpijskich w Paryżu (1924) odpadł w eliminacjach na 100 metrów oraz w półfinale w sztafecie 4 × 100 metrów.

## Rekordy życiowe
- Bieg na 100 metrów – 10,8 (1923), wynik ten był do 1928 rekordem Danii[1]